# George Desmond Tambala

Wappen von George Desmond Tambala

Wappen von George Desmond Tambala als Bischof von Zomba

George Desmond Tambala OCD (* 11. November 1968 in Zomba) ist ein malawischer Ordensgeistlicher und römisch-katholischer Erzbischof von Lilongwe.

## Leben
George Desmond Tambala besuchte die Grundschule in Ulongué und von 1983 bis 1987 das Kleine Seminar Child Jesus in Zomba. 1990 trat er der Ordensgemeinschaft der Unbeschuhten Karmeliten bei und absolvierte das Noviziat in Enugu, Nigeria. Am 31. Juli 1991 legte Tambala die erste Profess ab. Anschließend studierte er zwei Jahre Philosophie am interkongregationalen Priesterseminar in Balaka und danach Katholische Theologie am Tangaza College in Nairobi, Kenia. Nachdem er am 15. August 1995 die ewige Profess abgelegt hatte, empfing er am 13. April 1996 in der Pfarrkirche in Chiphaso das Sakrament der Priesterweihe.
Tambala war zunächst als Pfarrvikar in Kapiri im Bistum Lilongwe tätig. 1998 wurde George Desmond Tambala nach Spanien entsandt, wo er nach weiterführenden Studien am Centro Internacional Teresiano-Sanjuanista de Ávila (CITeS) in Ávila und an der Facultad de Teología del Norte de España in Vitoria-Gasteiz im Jahr 2000 ein Lizenziat im Fach Katholische Theologie erwarb. Nach der Rückkehr in seine Heimat lehrte er Spiritualität am interkongregationalen Priesterseminar in Balaka und fungierte als Verantwortlicher für die dort studierenden Postulanten der Unbeschuhten Karmeliten. Von 2002 bis 2008 war er Superior und Provinzial-Delegat der Unbeschuhten Karmeliten in Malawi sowie Vizedirektor des Spiritualitätszentrums St. John of the Cross in Blantyre. 2009 wurde Tambala Definitor seiner Ordensgemeinschaft für Afrika und Madagaskar. Ab 2015 war er in dieser Funktion für die Ordensprovinz Navarra-Malawi tätig. Zudem war er Präsident der Vereinigung der höheren Ordensoberen von Malawi (A.M.R.I.M.).
Am 15. Oktober 2015 ernannte ihn Papst Franziskus zum Bischof von Zomba. Der Apostolische Nuntius in Malawi, Erzbischof Julio Murat, spendete ihm am 30. Januar 2016 auf dem Sportplatz der Catholic Secondary School in Zomba die Bischofsweihe; Mitkonsekratoren waren der Erzbischof von Blantyre, Thomas Luke Msusa SMM, und der Erzbischof von Lilongwe, Tarcisius Gervazio Ziyaye. Sein Wahlspruch Dives in misericordia („Reich an Erbarmen“) stammt aus Eph 2,4 .
Papst Franziskus bestellte ihn am 15. Oktober 2021 zum Erzbischof von Lilongwe. Die Amtseinführung erfolgte am 27. November desselben Jahres. Zusätzlich war Tambala vom 29. November 2021 bis zum 12. August 2023 Apostolischer Administrator des vakanten Bistums Zomba.
Seit dem 4. Februar 2022 ist George Desmond Tambala zudem Präsident der Malawischen Bischofskonferenz. Ferner ist er Vorsitzender der Entwicklungshilfekommission.

## Schriften
- El Castillo Interior de Santa Teresa de Ávila en África. In: Francisco Javier Sancho Fermín, Romulo Cuartas Londoño (Hrsg.): Las Moradas del Castillo Interior de Santa Teresa de Jesús: actas del IV Congreso Internacional Teresiano en preparación del V Centenario de su nacimiento (1515–2015). CITeS – Universidad de la Mística, Burgos 2014, ISBN 978-84-8353-604-9, S. 463–479.
- History of religious life in Africa: shift of paradigm. OCD, Rom 2017, ISBN 978-88-7229-684-4.